# 对苯二甲酰氯
对苯二甲酰氯是一种有机化合物，化学式为C8H4Cl2O2。它可由对苯二甲酸和氯化亚砜在N,N-二甲基甲酰胺（或N,N-二甲基乙酰胺）的催化下回流反应得到。它在三氯化铝的催化下和苯反应，生成1,4-二苯甲酰基苯。